# Paulo Pontes
Vicente de Paula Holanda Pontes (Campina Grande, 8 de novembro de 1940 — Rio de Janeiro, 27 de dezembro de 1976), mais conhecido como Paulo Pontes, foi um dramaturgo brasileiro.

## Biografia
Ele começou sua vida artística como produtor de programas radiofônicos na Rádio Tabajara, na Paraíba, passando depois a colaborador do jornal "A União".

Como ator e autor ele começou no Teatro de Estudante da Paraíba, encenando a peça "Os Inimigos Não Mandam Flores", de Pedro Bloch. 
Já no Rio de Janeiro, sua primeira experiência como autor foi no rádio, no programa de humor de Haroldo Barbosa. Participa, juntamente com Armando Costa, Oduvaldo Vianna Filho e Ferreira Gullar, da fundação do Grupo Opinião e escreve o texto de estreia,o show "Opinião", em 1964.  
Em 1969, ingressou no grupo de dramaturgia da TV Tupi. 
Em 1970, escreve o roteiro do show interpretado por Paulo Gracindo e Clara Nunes, "Brasileiro: Profissão Esperança".  
Em 1971, se torna nacionalmente conhecido com o espetáculo "Um Edifício Chamado 200", 
protagonizado por Milton Moraes, no Rio de Janeiro, e por Juca de Oliveira, em São Paulo. 

Encenou em 1972 no Rio de Janeiro a peça "Check-Up", com direção de Cecil Thiré.
No ano seguinte,sob direção de Flávio Rangel e com Jorge Dória no papel central, estreia "Dr. Fausto da Silva".  
Na televisão, Paulo Pontes escreve a série "A Grande Família" com muito sucesso e em 1975, estreia seu espetáculo mais premiado, o drama "Gota d'Água", em parceria com Chico Buarque,e com o qual ganhou o prêmio Molière de melhor autor.
Autodidata e considerado como um dos homens mais inteligentes e cultos do país, ele viveu durante 8 anos com a atriz Bibi Ferreira, que o acompanhou até
a morte, aos 36 anos, vitimado por um câncer de estômago. 

## Prêmios e indicações

### Troféu APCA
| Ano  | Categoria                    | Indicação    | Resultado |
| ---- | ---------------------------- | ------------ | --------- |
| 1973 | Revelação de Autor de Teatro | Paulo Pontes | Venceu    |